# Edward Hardwicke
Pour les articles homonymes, voir Edward et Hardwicke.
Edward Hardwicke, né le 7 août 1932 à Londres, et mort le 16 mai 2011 à Chichester, est un acteur britannique, fils de Sir Cedric Hardwicke et d'Helena Pickard.

## Biographie
Il commence sa carrière étant adolescent. Il reste peu connu jusqu'à son apparition dans les années 1970 dans la série Colditz, où il joue Pat Grant, un personnage inspiré de Pat Reid. Dans la série télévisée Sherlock Holmes, il prend la succession de David Burke dans le rôle du docteur Watson. Résidant à Chichester, il meurt le 16 mai 2011 d'un cancer à l’hospice de la ville,,.

## Filmographie partielle

### Cinéma
- 1943 : Un nommé Joe (A Guy Named Joe), de Victor Fleming
- 1954 : L'Enfer au-dessous de zéro (Hell Below Zero) de Mark Robson
- 1973 : Chacal (The Day of the Jackal), de Fred Zinnemann
- 1974 : Contre une poignée de diamants (The Black Windmill), de Don Siegel
- 1977 : Le Cercle infernal (Full Circle), de Richard Loncraine
- 1993 : Les Ombres du cœur (Shadowlands), de Richard Attenborough
- 1995 : Les Amants du nouveau monde, de Roland Joffé
- 1998 : Elizabeth, de Shekhar Kapur
- 2001 : Enigma, de Michael Apted
- 2003 : Love Actually, de Richard Curtis
- 2005 : Oliver Twist, de Roman Polanski

### Télévision
- 1972-1974 : Colditz
- 1981 : Le Bunker (The Bunker) de George Schaefer
- 1986-1994 : Sherlock Holmes (avec Jeremy Brett dans le rôle-titre) : le docteur Watson
- 1999 : Mary, Mother of Jesus de Kevin Connor
- 2004 : Hercule Poirot (épisode Le Vallon) : Sir Henry Angkatell